# 靜淑翁主
靜淑翁主（1493年—1573年），姓李，名如蘭，朝鮮王朝第九代君主成宗李娎的庶十一女，生母為淑儀洪氏。

## 生平
朝鮮成宗二十四年誕生，燕山君九年（1503年）下嫁尹燮。中宗十一年（1516年）喪夫，在度過漫長的守寡歲月後，於宣祖六年二月八日過世，享壽八十一歲（虛歲）。

## 家族
- 外祖父：洪逸童
- 外祖母：盧氏
  - 父：成宗李娎
  - 母：淑儀洪氏
    - 姊：惠淑翁主（1478年－？）
    - 兄：完原君李𢢝（1480年－1509年）
    - 兄：檜山君李恬（1481年－1512年）
    - 兄：甄城君李惇（1482年－1507年）
    - 姊：靜順翁主
    - 兄：益陽君李懷（1488年－1552年）
    - 兄：景明君李忱（1489年－1526年）
    - 兄：雲川君（1490年－1524年）
    - 兄：楊原君李憘（1492年－1551年）
    - 夫：尹燮（1492年－1516年），封「鈴平尉」，本貫為「坡平」，尹師路與貞顯翁主之曾孫，尹承柳之長子。
      - 養子：尹之諴，生父為尹承柳之次子尹燁。

## 附註
1. ↑  《璿源錄》
2. ↑  《璿源錄》記載靜淑翁主生於壬子年（1492年），墓誌銘則記載癸丑年（1493年），目前參考墓誌銘的記載。
3. ↑  〈靜淑翁主墓誌銘〉……弘治癸丑。翁主生。癸亥。下嫁鈴平尉尹燮。……
4. ↑  〈靜淑翁主墓誌銘〉萬曆癸酉二月八日。靜淑翁主卒。享年八十有一。訃聞。上爲之輟朝市。使弔祭賻贈有加。越四月二十一日。以禮葬于京畿之安山。從駙馬塋所也。……